# Bridge FC
Bridge Boys Football Club este un club de fotbal nigerian din orașul Lagos. Echipa joacă în divizia 1 a Nigeriei, cunoscută în prezent ca Liga Națională Nigeriană, este cea de-a doua competiție ca importanță în ierarhia fotbalului nigerian.

## Istoria clubului
Clubul Bridge a fost fondat la mijlocul anilor 1970, mai exact în 1975, ca urmare a unei asociații cu compania de construcții a grupului Bilfinger Berger , clubul a fost cunoscut sub numele de Julius Berger Football Club până în 2010 și a fost una dintre cele mai de succes cluburi din Nigeria. După ce compania Bilfinger Berger a redus în mod semnificativ finanțarea pentru club, echipa de fotbal a început să scadă, rezultând retrogradarea din prima ligă nigeriană în 2006. De atunci, clubul a jucat numai în divizia 1, al doilea nivel al fotbalului nigerian. În 2008, după o profundă criză de rezultate, clubul a fost cumpărat de statul federal Lagos pentru aproximativ 500 de milioane de naira și a fost astfel redenumit Bridge Boys Football Club. Clubul are un efectiv de peste șaptezeci, inclusiv jucători și antrenori ai academiei lor „Academia BRF”.
Julius Berger a reprezentat, de asemenea, Nigeria în diferite competiții internaționale organizate de asociația continentală africană CAF. A participat în Liga Campionilor Africii de trei ori, în 1992, 2001 și 2004. De asemenea, a jucat de trei ori în Cupa Cupelor Africane, în 1995, 1997 și 2003. A ajuns în finalul acestei competiții de două ori, mai întâi în 1995 când a pierdut împotriva celor de la JS Kabylie din Algeria, apoi în 2003, unde a pierdut în fața echipei tunisiene Étoile du Sahel.
„The Bridge Boys”, așa cum se numește și clubul, își joacă de obicei jocurile de acasă pe stadionul Onikan, care are o capacitate de 5.000 de spectatori. La 22 decembrie 2012, din cauza unor probleme financiare, s-a anunțat că va pleca din Liga Națională Nigeria. Cu toate acestea, chiar înainte de sezonul din Liga Națională Nigeria 2012, echipa a încercat să-și vândă slotul ligii către Fountain FC. S-au retras din ligă când vânzarea a căzut. Acest lucru le-a lăsat la îndoială viitoarea lor participare în fotbalul nigerian, dar a participat la Cupa Federației de Stat din Lagos în 2013 și s-au alăturat ligii profesioniste de fotbal privat „Metro Pro League” cu sediul la Lagos. Încă nu este clar dacă și cum va continua clubul.

## Realizări

### Palmares
| Competiții Naționale | Competiții Continentale                            |
| - Campionatul Nigerian (2) : - Campioni : 1991, 2000. - Vice-campioni : 2003. - Cupa Nigeriei (2) : - Câștigători : 1996, 2002. - Finalistă : 1994. - Supercupa Nigeriei (2) : - Câștigători : 2000, 2002. | - Cupa Cupelor CAF : - Finalistă (1) : 1995, 2003. |

### Finale
| 1995 | Julius Berger | 2 - 3 | JS Kabylie      |
| 2003 | Julius Berger | 2 - 3 | Étoile du Sahel |

## Jucători notabili
| - Mutiu Adepoju - Obinna Nwaneri - Christopher Ohen - Yakubu Aiyegbeni | - Odion Jude Ighalo - Prince Ikpe Ekong - Endurance Idahor - Kelechi Iheanacho | - Emmanuel Amunike - Isaac Okoronkwo - Peter Emeka Ijeh - Jonathan Akpoborie | - Taribo West - Garba Lawal - Oliver Makor - Samson Siasia | - Chidi Odiah - Rashidi Yekini - Sunday Oliseh |

## Legături externe
- Julius Berger la turneele continentale CAF